# 幕内
幕内（まくのうち、まくうち）は、大相撲の番付において前頭以上の地位にある力士たちが取り組みを行う枠組みのこと。十両の上であり、角界の最高位の枠組みを構成し、番付でも最上段に大きな字で記載されている。
大相撲では、十両以上を関取と呼び、そのうち十両よりも上の全ての番付が幕内となる。幕下以下については、幕下・三段目・序二段・序ノ口の4階層があり、それぞれが十両と同様に独立した存在であるが、幕下以下を一括する場合は力士養成員（取的）と呼ぶ。

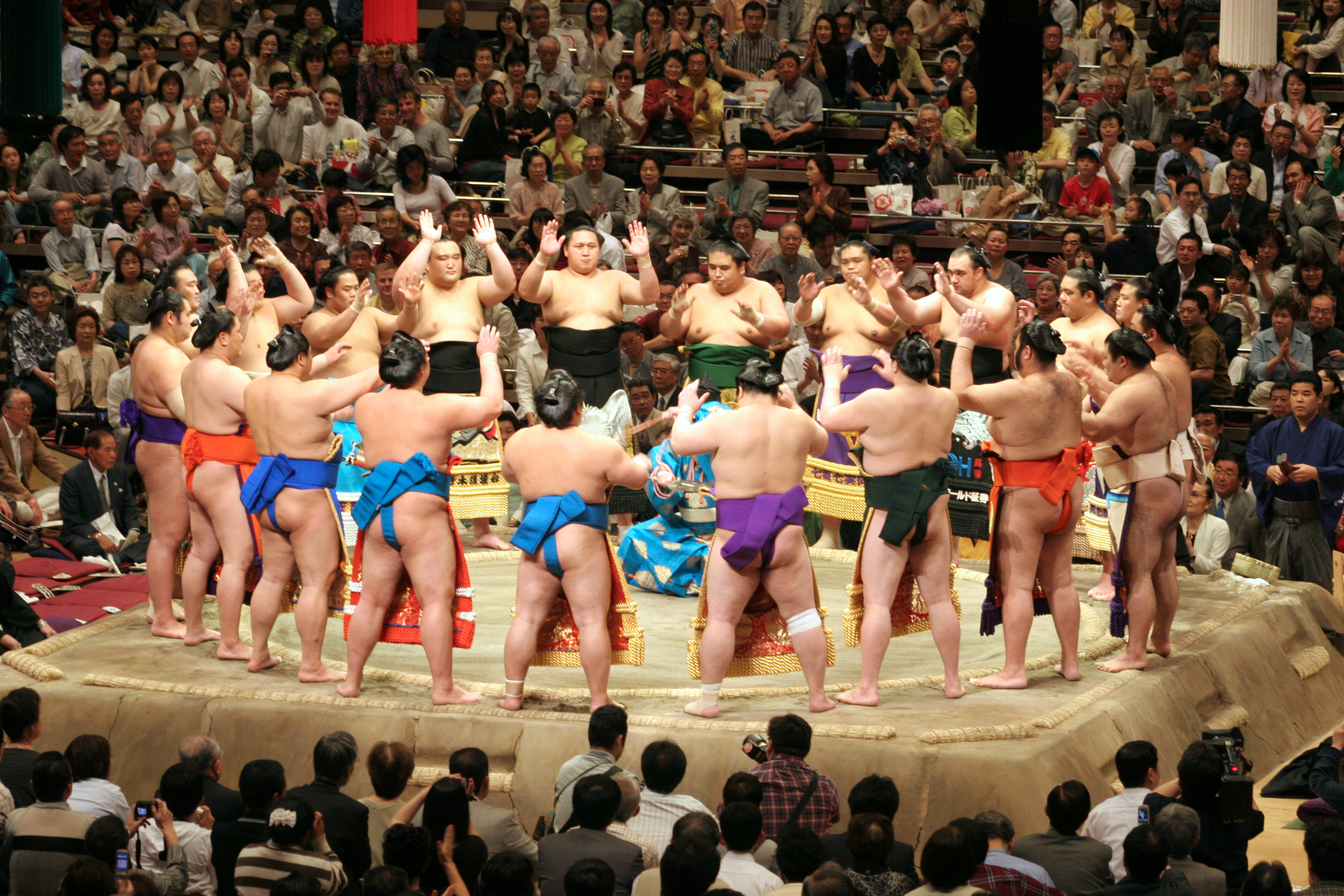
幕内力士土俵入り（2005年5月場所）

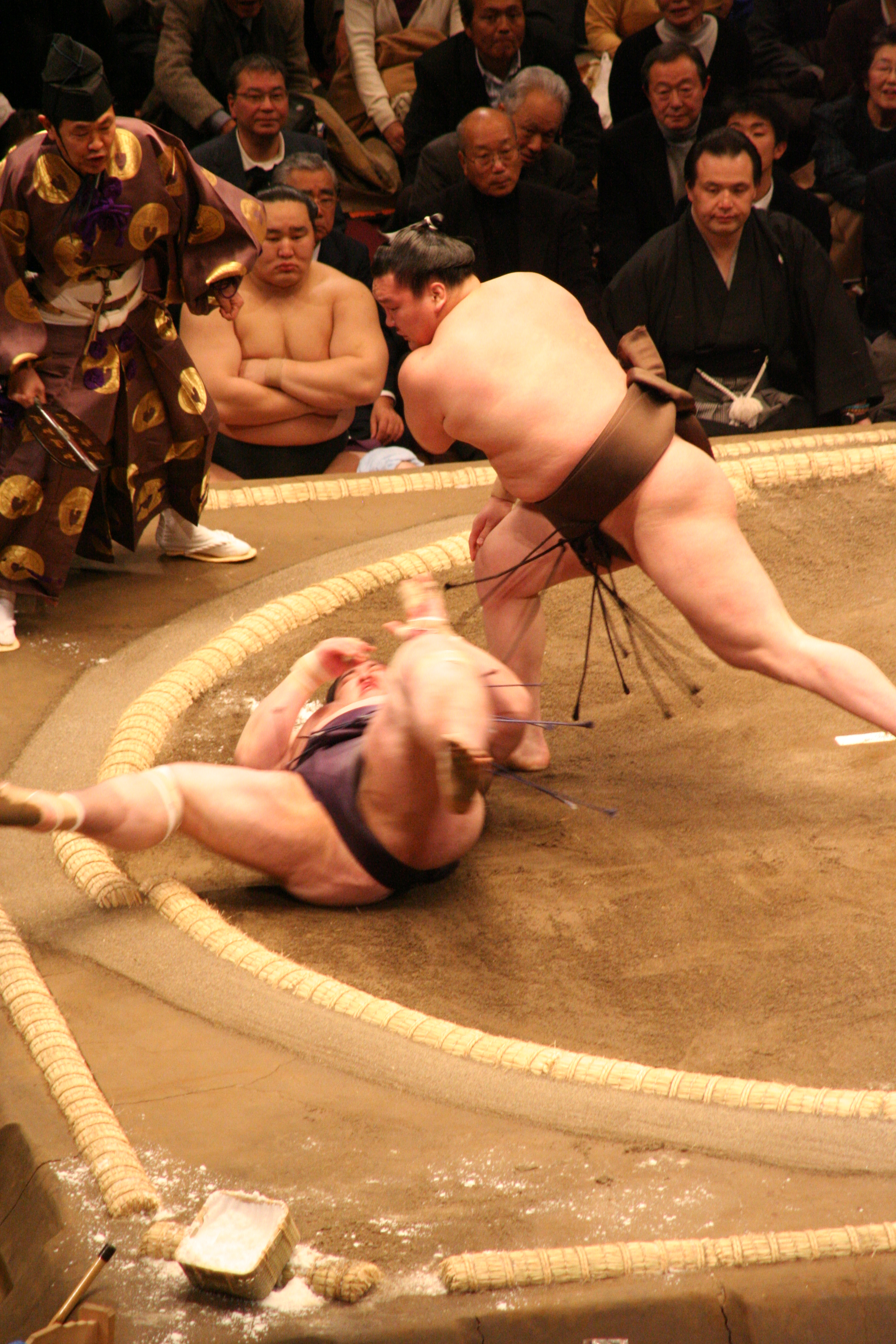
投げを打つ横綱・白鵬翔。

## 歴史
歴史的には、番付の最上段の力士が「幕内」と呼ばれるようになったのは文政の頃とされており、それ以前の番付では、現代では最上段の力士を便宜的に「幕内」と呼ぶ場合が多いが、縦一枚番付という形式は旧来の横二枚番付を無理に一枚に収めて作ったものであるという起源から考えると、最上段の力士だけでなく、二段目以下の「前頭」（「同」でなく）と書かれている部分までは「幕内格」であったと見るべきという説があるが、当時どこまで「幕内」と呼ばれていたかは必ずしも判然としない。そのため特に文政以前の時代の番付での最上段を「幕内」と区別して「上段」と呼ぶ場合がある。

## 特徴
本場所では15日間毎日取組が組まれ、NHKによって全世界に生中継される。幕内の取組は中入後に行われる。現在の定員は42人（2004年1月場所以降）。
本場所の取組は原則幕内同士であるが、休場などにより幕内の出場者が奇数になった場合や、場所終盤の入れ替え戦などの場合は、幕内下位の力士が十両力士と対戦することがある。
十両力士が幕内に昇進することを入幕（にゅうまく）と呼ぶ。このうち初めて入幕することを新入幕、2度目以降の入幕を返り入幕（かえりにゅうまく）あるいは再入幕と呼び区別することもある。入幕・十両への陥落についての基準は各々の成績や幕内力士の引退者数に左右されるため一定していない。
十両力士が本場所の控の席で共用の座布団を使うのに対して、幕内力士は私物の座布団を使うことができる。また、幕内力士は自分の四股名の入った浴衣を作ることができる。さらに、夏場は四股名や柄を染め抜いた「染め抜き」と呼ばれる着物を着用することができる（夏場でも無地の着物は着用できるが、場所入りの際は十両力士と同じく羽織も着用する必要がある）。
| 地位           | 幕内（横綱 - 前頭）                                                            | 十両                                                                           | 幕下                                                                                                | 三段目                                                                                              | 序二段                                                                                              | 序ノ口                                                                                              |
| -------------- | ------------------------------------------------------------------------------ | ------------------------------------------------------------------------------ | --------------------------------------------------------------------------------------------------- | --------------------------------------------------------------------------------------------------- | --------------------------------------------------------------------------------------------------- | --------------------------------------------------------------------------------------------------- |
| 髷             | 大銀杏                                                                         | 大銀杏                                                                         | 丁髷 （十両との対戦時および弓取式、巡業中の初切出演、床山の練習台、引退時の断髪式の際は大銀杏容認） | 丁髷 （十両との対戦時および弓取式、巡業中の初切出演、床山の練習台、引退時の断髪式の際は大銀杏容認） | 丁髷 （十両との対戦時および弓取式、巡業中の初切出演、床山の練習台、引退時の断髪式の際は大銀杏容認） | 丁髷 （十両との対戦時および弓取式、巡業中の初切出演、床山の練習台、引退時の断髪式の際は大銀杏容認） |
| 服             | 紋付羽織袴                                                                     | 紋付羽織袴                                                                     | 着物・羽織（外套・襟巻も着用可）                                                                    | 着物・羽織（外套・襟巻も着用可）                                                                    | 着物・羽織                                                                                          | 着物（浴衣もしくはウール）                                                                          |
| 帯             | 博多帯                                                                         | 博多帯                                                                         | 博多帯                                                                                              | ベンベルグ                                                                                          | ベンベルグ                                                                                          | ベンベルグ                                                                                          |
| 傘             | 番傘・蛇の目傘                                                                 | 番傘・蛇の目傘                                                                 | 番傘・蛇の目傘                                                                                      | 洋傘                                                                                                | 洋傘                                                                                                | 洋傘                                                                                                |
| 履物           | 足袋に雪駄（畳敷き）                                                           | 足袋に雪駄（畳敷き）                                                           | 足袋に雪駄（エナメル製）                                                                            | 素足に雪駄（エナメル製）                                                                            | 素足に下駄                                                                                          | 素足に下駄                                                                                          |
| 稽古廻し       | 白色・木綿                                                                     | 白色・木綿                                                                     | 黒色・木綿                                                                                          | 黒色・木綿                                                                                          | 黒色・木綿                                                                                          | 黒色・木綿                                                                                          |
| 取り廻し       | 博多織繻子（規定上、色は現在も取的と同じく黒色と定められているが、事実上自由） | 博多織繻子（規定上、色は現在も取的と同じく黒色と定められているが、事実上自由） | 黒色・木綿（稽古廻しをそのまま使用）                                                                | 黒色・木綿（稽古廻しをそのまま使用）                                                                | 黒色・木綿（稽古廻しをそのまま使用）                                                                | 黒色・木綿（稽古廻しをそのまま使用）                                                                |
| 下がり         | 取り廻しの共布                                                                 | 取り廻しの共布                                                                 | 紐（のり付けされていない柔らかい物で、色は自由）                                                    | 紐（のり付けされていない柔らかい物で、色は自由）                                                    | 紐（のり付けされていない柔らかい物で、色は自由）                                                    | 紐（のり付けされていない柔らかい物で、色は自由）                                                    |
| 足袋の色       | 白                                                                             | 白                                                                             | 黒                                                                                                  | 黒                                                                                                  | 黒                                                                                                  | 黒                                                                                                  |
| 控えの敷物     | 私物の座布団（色・デザインは自由）                                             | 共用の座布団（紫一色）                                                         | 畳に直座（幕下上位五番および十両との対戦時は十両と同じ座布団）                                      | 畳に直座（幕下上位五番および十両との対戦時は十両と同じ座布団）                                      | 畳に直座（幕下上位五番および十両との対戦時は十両と同じ座布団）                                      | 畳に直座（幕下上位五番および十両との対戦時は十両と同じ座布団）                                      |
| 月ごとの収入   | 月額給与                                                                       | 月額給与                                                                       | なし（自身が付き人を担当している関取などから「小遣い」の名目で個人的に些少を貰う程度）              | なし（自身が付き人を担当している関取などから「小遣い」の名目で個人的に些少を貰う程度）              | なし（自身が付き人を担当している関取などから「小遣い」の名目で個人的に些少を貰う程度）              | なし（自身が付き人を担当している関取などから「小遣い」の名目で個人的に些少を貰う程度）              |
| 場所ごとの収入 | 力士褒賞金                                                                     | 力士褒賞金                                                                     | 場所手当・奨励金                                                                                    | 場所手当・奨励金                                                                                    | 場所手当・奨励金                                                                                    | 場所手当・奨励金                                                                                    |

幕内を通算20場所務めた力士、幕内と十両を通算して30場所以上務めた力士、および1場所でも三役を経験した力士は年寄襲名の資格を得る。

## 幕内最高優勝・三賞
幕内最高優勝を果たした力士は、千秋楽の全取組終了後に行われる表彰式にて天皇賜杯と優勝旗を授与される。加えて優勝額が贈呈され、5年余りにわたって国技館に掲額される。賞金は1000万円。
また、横綱・大関以外の成績優秀者（勝ち越していることが必要条件）には、相撲内容等により選考を経て三賞（殊勲賞、敢闘賞、技能賞）が贈られる。

## 幕内上位
正式な区分ではないが、概ね前頭四枚目、五枚目以上（横綱・大関の人数にもよる）を幕内上位と呼ぶ場合がある。これは取組編成上、この番付を境にして互いに対戦することが少なく、同じ幕内でも事実上、二部リーグ制のようになることからである。理論上は、上から16番目の力士は15番すべて番付上位の力士と対戦、17番目の力士は全て番付下位の力士との対戦となる。1960年代までは、番付編成上の内規として、〈前頭5枚目以上、もしくは横綱・大関と対戦した力士は、全敗でも十両には落とさない〉というものがあったが、1971年に廃止が明言された。
そのため、力をつけていく途上の力士は幕内（下位）に定着した後、初めて幕内上位に昇進した場所では、10敗以上などの大負けをして跳ね返される例が多い。それと比較すると、新小結では既に、前頭上位の地位で上位総当り戦で勝ち越せる実力を身につけているため、そこまで極端な大負けをする例は多くない。見方によっては幕内上位と下位では、三役と平幕の間以上の差があるとも言える。

## 横綱・三役
幕内の中でも特に上位の力士は、上から横綱・大関・関脇・小結と呼ばれる特別な地位を与えられており、大半を占める前頭と比べて待遇面でさらに優遇される。なお、大関・関脇・小結は総称して三役と呼ばれ、また前頭の力士を三役力士と区別する際には平幕と呼ぶ。前述の定員が42人というのは横綱や三役も含めた幕内力士全体の定員なので、横綱や三役の人数が増えればその分前頭が減ることになる。番付には横綱を欠くことがあっても、三役（大関・関脇・小結）は番付上必ず最低2人（東西1人）ずつ置かねばならず、（純粋な）大関が1人または不在の場合は、横綱が番付上大関を兼ねることになっていて、この場合は横綱大関の名称を用いる。横綱と大関の合計人数が1人または不在になった例はまだないが、そのような場合は関脇以下から繰り上げて大関を強引にでも作って横綱と大関の合計人数を2人揃えることになるというのが定説とされてきたが、現理事長の八角は、大関空位時の関脇以下からの補充に関しては否定的な見解を示しているため、今後は状況次第では横綱と大関の合計人数が1人または不在になることもありうるという可能性も示唆される。
同じ幕内でも、その中での地位によって番付上の文字の大きさも変化させており、当然地位が高いほど文字の大きさも大きくなっており、文字の大きさの順は横綱＞大関＞関脇・小結＞前頭となっている。具体的には、横綱が幅鯨尺7分5厘（約2.8cm）、大関が6分5厘（約2.5cm）、関脇・小結が5分5厘（約2.1cm）取って、残りを前頭（平幕）の枚数で割るというレイアウト設計となっている。
少なくとも一方が三役以上の取組の場合は、行司及び呼出の呼び上げが二声となる。ただし優勝決定戦は含まない。

## 記録

### 幕内連続在位記録
| 順位 | 四股名       | 連続在位場所数 | 期間                          | 内訳                                                   |
| ---- | ------------ | -------------- | ----------------------------- | ------------------------------------------------------ |
| 1位  | 魁皇博之     | 106場所        | 1993年11月場所－2011年7月場所 | 大関65場所・関脇21場所・小結11場所・平幕9場所          |
| 2位  | 白鵬翔       | 104場所        | 2004年5月場所－2021年9月場所  | 横綱85場所・大関7場所・関脇5場所・小結2場所・平幕5場所 |
| 3位  | 高見山大五郎 | 97場所         | 1968年1月場所－1984年1月場所↓ | 関脇8場所・小結19場所・平幕70場所                      |
| 4位  | 琴奨菊和弘   | 91場所         | 2005年5月場所－2020年9月場所↓ | 大関32場所・関脇12場所・小結8場所・平幕39場所          |
| 5位  | 寺尾常史     | 90場所         | 1985年7月場所－2000年5月場所↓ | 関脇7場所・小結6場所・平幕77場所                       |
| 5位  | 安芸乃島勝巳 | 90場所         | 1988年7月場所－2003年5月場所  | 関脇12場所・小結15場所・平幕63場所                     |

- 2024年7月場所時点。
- ↓は十両に陥落、無印は引退。
- 四股名は幕内で最後に名乗ったもの。
- 魁皇の在位期間中には大相撲八百長問題による本場所中止1場所、白鵬、琴奨菊の在位期間中には大相撲八百長問題による本場所中止と新型コロナウイルス感染拡大による中止2場所がある。

### スピード入幕記録

#### 前相撲からの記録
| 四股名         | 所要場所数 | 前相撲 | 序ノ口 | 序二段 | 三段目 | 幕下  | 十両  | 初土俵         | 新入幕         |
| -------------- | ---------- | ------ | ------ | ------ | ------ | ----- | ----- | -------------- | -------------- |
| 常幸龍貴之     | 9場所      | 1場所  | 1場所  | 1場所  | 1場所  | 2場所 | 3場所 | 2011年5月場所  | 2012年11月場所 |
| 尊富士弥輝也   | 9場所      | 1場所  | 1場所  | 1場所  | 1場所  | 4場所 | 1場所 | 2022年9月場所  | 2024年3月場所  |
| 安青錦新大     | 9場所      | 1場所  | 1場所  | 1場所  | 1場所  | 3場所 | 2場所 | 2023年9月場所  | 2025年3月場所  |
| 大砂嵐金太郎   | 10場所     | 1場所  | 1場所  | 1場所  | 2場所  | 3場所 | 2場所 | 2012年3月場所  | 2013年11月場所 |
| 北勝富士大輝   | 10場所     | 1場所  | 1場所  | 1場所  | 1場所  | 4場所 | 2場所 | 2015年3月場所  | 2016年11月場所 |
| 琴欧州勝紀     | 11場所     | 1場所  | 1場所  | 1場所  | 2場所  | 4場所 | 2場所 | 2002年11月場所 | 2004年9月場所  |
| 阿覧欧虎       | 11場所     | 1場所  | 1場所  | 1場所  | 2場所  | 4場所 | 2場所 | 2007年1月場所  | 2008年11月場所 |
| 正代直也       | 11場所     | 1場所  | 1場所  | 1場所  | 1場所  | 5場所 | 2場所 | 2014年3月場所  | 2016年1月場所  |
| 友風勇太       | 11場所     | 1場所  | 1場所  | 1場所  | 1場所  | 5場所 | 2場所 | 2017年5月場所  | 2019年3月場所  |
| 高鐵山圭介     | 12場所     | 1場所  | 1場所  | 1場所  | 1場所  | 2場所 | 6場所 | 1978年9月場所  | 1980年9月場所  |
| 小錦八十吉     | 12場所     | 1場所  | 1場所  | 1場所  | 2場所  | 3場所 | 4場所 | 1982年7月場所  | 1984年7月場所  |
| 栃東大裕       | 12場所     | 1場所  | 2場所  | 1場所  | 1場所  | 4場所 | 3場所 | 1994年11月場所 | 1996年11月場所 |
| 朝青龍明徳     | 12場所     | 1場所  | 1場所  | 1場所  | 1場所  | 6場所 | 2場所 | 1999年1月場所  | 2001年1月場所  |
| 時天空慶晃     | 12場所     | 1場所  | 1場所  | 1場所  | 1場所  | 6場所 | 2場所 | 2002年7月場所  | 2004年7月場所  |
| 嘉風雅継       | 12場所     | 1場所  | 1場所  | 1場所  | 2場所  | 4場所 | 3場所 | 2004年1月場所  | 2006年1月場所  |
| 把瑠都凱斗     | 12場所     | 1場所  | 1場所  | 1場所  | 2場所  | 4場所 | 3場所 | 2004年5月場所  | 2006年5月場所  |
| 境澤賢一       | 12場所     | 1場所  | 1場所  | 1場所  | 1場所  | 4場所 | 4場所 | 2006年3月場所  | 2008年3月場所  |
| 山本山龍太     | 12場所     | 1場所  | 1場所  | 1場所  | 2場所  | 5場所 | 2場所 | 2007年1月場所  | 2009年1月場所  |
| 宇良和輝       | 12場所     | 1場所  | 1場所  | 1場所  | 1場所  | 3場所 | 5場所 | 2015年3月場所  | 2017年3月場所  |
| 熱海富士朔太郎 | 12場所     | 1場所  | 1場所  | 1場所  | 1場所  | 4場所 | 4場所 | 2020年11月場所 | 2022年11月場所 |

- 年6場所制以降。
- 四股名は新入幕時のもの。
- 把瑠都は十両2場所目を全休、1場所幕下に陥落している。
- 太字は現役力士。

#### 幕下付け出しからの記録
| 四股名     | 所要場所数 | 幕下  | 十両  | 初土俵        | 新入幕         |
| ---------- | ---------- | ----- | ----- | ------------- | -------------- |
| 遠藤聖大   | 3場所      | 2場所 | 1場所 | 2013年3月場所 | 2013年9月場所  |
| 伯桜鵬哲也 | 3場所      | 1場所 | 2場所 | 2023年1月場所 | 2023年7月場所  |
| 長岡末弘   | 4場所      | 2場所 | 2場所 | 1978年3月場所 | 1978年11月場所 |
| 武双山正士 | 4場所      | 2場所 | 2場所 | 1993年1月場所 | 1993年9月場所  |
| 雅山哲士   | 4場所      | 2場所 | 2場所 | 1998年7月場所 | 1999年3月場所  |
| 逸ノ城駿   | 4場所      | 2場所 | 2場所 | 2014年1月場所 | 2014年9月場所  |
| 御嶽海久司 | 4場所      | 2場所 | 2場所 | 2015年3月場所 | 2015年11月場所 |
| 大の里泰輝 | 4場所      | 2場所 | 2場所 | 2023年5月場所 | 2024年1月場所  |
| 大輝煌正人 | 5場所      | 4場所 | 1場所 | 1990年3月場所 | 1991年1月場所  |
| 輪島博     | 6場所      | 2場所 | 4場所 | 1970年1月場所 | 1971年1月場所  |
| 出島武春   | 6場所      | 3場所 | 3場所 | 1996年3月場所 | 1997年3月場所  |

- 四股名は新入幕時のもの。
- 遠藤、御嶽海、大の里は10枚目格、伯桜鵬、逸ノ城は15枚目格、それ以外は60枚目格付出。
- 伯桜鵬は新入幕時に落合から改名。
- 太字は現役力士。

#### 三段目付け出しからの記録
| 四股名     | 所要場所数 | 三段目 | 幕下  | 十両  | 初土俵         | 新入幕         |
| ---------- | ---------- | ------ | ----- | ----- | -------------- | -------------- |
| 豊山亮太   | 7場所      | 1場所  | 3場所 | 3場所 | 2016年3月場所  | 2017年5月場所  |
| 金峰山晴樹 | 8場所      | 1場所  | 4場所 | 3場所 | 2021年11月場所 | 2023年3月場所  |
| 朝乃山英樹 | 9場所      | 3場所  | 2場所 | 3場所 | 2016年3月場所  | 2017年9月場所  |
| 豪ノ山登輝 | 14場所     | 2場所  | 6場所 | 6場所 | 2021年3月場所  | 2023年7月場所  |
| 若隆景渥   | 16場所     | 2場所  | 5場所 | 9場所 | 2017年3月場所  | 2019年11月場所 |

- 四股名は新入幕時のもの。
- 全員100枚目格付出。
- 太字は現役力士。

### スロー入幕記録
| 四股名       | 所要場所数 | 前相撲 | 序ノ口 | 序二段 | 三段目 | 幕下   | 十両   | 初土俵        | 新入幕        |
| ------------ | ---------- | ------ | ------ | ------ | ------ | ------ | ------ | ------------- | ------------- |
| 星岩涛祐二   | 115場所    | 1場所  | 1場所  | 17場所 | 25場所 | 50場所 | 21場所 | 1970年5月場所 | 1989年7月場所 |
| 旭南海丈一郎 | 105場所    | 1場所  | 3場所  | 17場所 | 19場所 | 35場所 | 30場所 | 1993年3月場所 | 2010年9月場所 |
| 芳東洋       | 93場所     | 1場所  | 1場所  | 3場所  | 15場所 | 69場所 | 4場所  | 1996年1月場所 | 2011年9月場所 |
| 琴春日桂吾   | 91場所     | 1場所  | 1場所  | 14場所 | 24場所 | 42場所 | 9場所  | 1993年3月場所 | 2008年5月場所 |
| 琴椿克之     | 89場所     | 1場所  | 1場所  | 15場所 | 15場所 | 48場所 | 9場所  | 1976年3月場所 | 1991年1月場所 |

- 四股名は新入幕時のもの。
- 芳東には十両時代に大相撲八百長問題による本場所の中止1場所がある。
- 太字は現役力士。

### 新入幕成績
| 順位 | 四股名       | 新入幕成績 | 最高位    |
| ---- | ------------ | ---------- | --------- |
| 1位  | 北の富士勝昭 | 13勝2敗    | 横綱      |
| 1位  | 陸奥嵐幸雄   | 13勝2敗    | 関脇      |
| 1位  | 逸ノ城駿     | 13勝2敗    | 関脇      |
| 1位  | 尊富士弥輝也 | 13勝2敗    | 前頭4枚目 |
| 5位  | 若秩父高明   | 12勝3敗    | 関脇      |
| 5位  | 大鵬幸喜     | 12勝3敗    | 横綱      |
| 5位  | 禊鳳英二     | 12勝3敗    | 前頭2枚目 |
| 5位  | 栃乃花仁     | 12勝3敗    | 小結      |
| 5位  | 白鵬翔       | 12勝3敗    | 横綱      |

- 年6場所制以降。
- 太字は現役力士。

### 新入幕の初日からの連勝記録
| 順位 | 四股名       | 連勝記録 | 最高位    |
| ---- | ------------ | -------- | --------- |
| 1位  | 大鵬幸喜     | 11連勝   | 横綱      |
| 1位  | 尊富士弥輝也 | 11連勝   | 前頭4枚目 |
| 3位  | 千代の山雅信 | 10連勝   | 横綱      |
| 4位  | 佐田の海鴻嗣 | 9連勝    | 小結      |
| 4位  | 魁聖一郎     | 9連勝    | 関脇      |
| 6位  | 常ノ山勝正   | 8連勝    | 前頭2枚目 |
| 6位  | 鷲羽山佳和   | 8連勝    | 関脇      |
| 8位  | 松ノ里直市   | 7連勝    | 前頭3枚目 |
| 8位  | 五ツ海義男   | 7連勝    | 小結      |
| 8位  | 貴ノ浪貞博   | 7連勝    | 大関      |

- 太字は現役力士。

### 新入幕優勝力士一覧
| 四股名       | 新入幕場所    | 新入幕成績 | 最高位    |
| ------------ | ------------- | ---------- | --------- |
| 両國勇治郎   | 1914年5月場所 | 9勝1休     | 関脇      |
| 尊富士弥輝也 | 2024年3月場所 | 13勝2敗    | 前頭4枚目 |

- 太字は現役力士。
- 両國の1914年当時は新聞社による優勝額の掲額が行われていたのみであり、1926年に個人優勝制度が正式に導入されて以降では尊富士が初となる。

### 再入幕優勝力士一覧
| 四股名       | 再入幕場所    | 再入幕成績 | 最高位    |
| ------------ | ------------- | ---------- | --------- |
| 德勝龍誠     | 2020年1月場所 | 14勝1敗    | 前頭2枚目 |
| 照ノ富士春雄 | 2020年7月場所 | 13勝2敗    | 横綱      |

## 幕内格行司・幕内呼出

### 行司・呼出共通事項
行司・呼出のうち、幕内の番付に相当する者から三役以上に相当する者を除いた者、つまり前頭（平幕）に相当する階級の者を幕内格行司・幕内呼出と呼ぶ。本場所の本割では幕内の取組を担当する（裁く・呼び上げる）ほか、行司・呼出の人数と取組の番数の関係で、下位の者は十両の取組を担当することがある。本場所の本割では原則1日の取組の中で1人につき2番を担当するが、中入りを挟んで2番を担当することはできないので、十分な人数の幕内格行司・幕内呼出以上の行司・呼出が出場しているとして、幕内取組の最初の1番が余る場合は、この1番の取組のみを担当する行司・呼出が発生する。また十両格行司・十両呼出は幕内の取組を担当することはできないので、幕内格行司・幕内呼出以上の行司・呼出に休場者が多く、人数が不足している場合は、3番以上を担当する者が出ることもある（実例として、2012年11月場所の14日目と千秋楽には木村元基が幕内取組の最初3番を裁いた）。優勝決定戦においては、幕内優勝決定戦で出場力士が全員前頭である場合に幕内格行司・幕内呼出が務める（実例として、2012年5月場所優勝決定戦の栃煌山－旭天鵬戦は当時幕内格行司筆頭の11代式守勘太夫（後の38代木村庄之助）と当時幕内呼出筆頭の重夫が務めた）。

### 幕内格行司
幕内格行司の装束の菊綴と軍配の房紐の色は、紅白であり、白足袋履きで、土俵控えまでの入場時は草履を履いているが、土俵入りの時は花道で脱いで行く。本場所では前述のように幕内または十両の取組を担当するほか、幕内土俵入りの際の先導行司も原則幕内格行司が務める。

### 幕内呼出
幕内呼出への昇格規定は、「勤続30年以上で成績優秀な者、または勤続15年以上30年未満で特に優秀な者」となっている。また幕内呼出の定員は8人以内との規定があるが、近年は長年定員オーバーの状態が続いている。

### 現役者
2025年6月現在、現役の者は次の表の通りである：
| 階級       | 名前           | 所属部屋                      |
| ---------- | -------------- | ----------------------------- |
| 幕内格行司 | 木村元基       | 湊                            |
| 幕内格行司 | 木村秋治郎     | 三保ヶ関→春日野               |
| 幕内格行司 | 12代式守錦太夫 | 二所ノ関→松ヶ根/二所ノ関/放駒 |
| 幕内格行司 | 2代木村要之助  | 東関→八角                     |
| 幕内格行司 | 6代式守鬼一郎  | 大鳴戸→桐山→追手風            |
| 幕内格行司 | 4代木村朝之助  | 若松→高砂                     |
| 幕内格行司 | 11代木村庄三郎 | 鳴戸/田子ノ浦                 |

| 階級     | 名前     | 所属部屋                    |
| -------- | -------- | --------------------------- |
| 幕内呼出 | 幸吉     | 大鳴戸→桐山→友綱/大島       |
| 幕内呼出 | 旭       | 大島→友綱/大島              |
| 幕内呼出 | 隆二     | 宮城野→伊勢ヶ濱             |
| 幕内呼出 | 琴三     | 佐渡ヶ嶽                    |
| 幕内呼出 | 琴吉     | 佐渡ヶ嶽                    |
| 幕内呼出 | 大吉     | 東関→八角                   |
| 幕内呼出 | 照喜     | 安治川/伊勢ヶ濱             |
| 幕内呼出 | 幸司     | 伊勢ヶ濱→桐山→朝日山→浅香山 |
| 幕内呼出 | 利樹之丞 | 高砂                        |
| 幕内呼出 | 光昭     | 鳴戸/田子ノ浦               |